# Riksväg 25
De Zweedse rijksweg 25 is gelegen in de provincies Hallands län, Kronobergs län, Jönköpings län en Kalmar län en is circa 242 kilometer lang. De weg ligt in het zuidelijke deel van Zweden en loopt van de westkust naar de oostkust.

## Plaatsen langs de weg
- Halmstad
- Skedala
- Simlångsdalen
- Ljungby
- Ryssby
- Hjortsberga
- Alvesta
- Växjö
- Furuby
- Hovmantorp
- Lessebo
- Eriksmåla
- Örsjö
- Nybro
- Trekanten
- Harby
- Kalmar

## Knooppunten
- E6/E20 bij Halmstad (begin)
- E4 bij Ljungby (over lengte van 6 kilometer zelfde tracé) (in de buurt ook Länsväg 124)
- Riksväg 27 vanaf Hjortsberga t/m Växjö over lengte van bijna 20 kilometer zelfde tracé
- Länsväg 126 bij Alvesta
- Riksväg 30 bij Växjö
- Riksväg 23 bij Växjö (over lengte van 4 kilometer gezamenlijk tracé van Riksväg 23, 25 en 27, en nog eens 2 kilometer gezamenlijk tracé met Riksväg 27)
- Riksväg 23/begin Riksväg 37 bij Växjö
- Riksväg 27/begin Riksväg 29 bij Växjö
- Riksväg 28 bij Eriksmåla
- Länsväg 120 bij Örsjö
- Riksväg 31 bij Nybro
- E22 (einde)

Europese wegen:
E4 · E6 · E10 · E12 · E14 · E16 · E18 · E20 · E22 · E45 · E65
Riksvägar:
9 · 11 · 13 · 15 · 17 · 19 · 21 · 23 · 24 · 25 · 26 · 27 · 28 · 29 · 30 · 31 · 32 · 34 · 35 · 37 · 40 · 41 · 42 · 44 · 46 · 47 · 49 · 50 · 51 · 52 · 53 · 55 · 56 · 57 · 61 · 62 · 63 · 66 · 68 · 69 · 70 · 72 · 73 · 75 · 76 · 77 · 83 · 84 · 86 · 87 · 90 · 92 · 94 · 95 · 97 · 98 · 99